# 5 Seconds of Summer
5 Seconds of Summer (5SOS) – australijski zespół grający muzykę pop punk/pop rock. Został założony w roku 2011 w Sydney. W skład wchodzą: Luke Hemmings (główny wokal, gitara), Michael Clifford (gitara, wokal), Calum Hood (bas, wokal) oraz Ashton Irwin (perkusja, wokal). Zespół zaczął swoją działalność od publikowania w serwisie YouTube filmów z coverami, które szybko zdobyły popularność. Międzynarodową sławę zdobyli, gdy członkowie zespołu One Direction zaprosili ich do uczestniczenia w trasie koncertowej Take Me Home Tour.
W lutym 2014 roku wydali singiel „She Looks So Perfect”, który zdobył szczyty list przebojów w Australii, Nowej Zelandii, Irlandii i Wielkiej Brytanii. Ich pierwszy album 5 Seconds of Summer został wydany 27 czerwca 2014 roku i osiągnął pierwsze miejsce w 11 państwach. W grudniu 2014 roku wydali koncertową wersję albumu LIVESOS. 23 października 2015 roku ukazał się ich drugi album Sounds Good Feels Good.
W lipcu 2016 roku zespół wydał singiel zatytułowany "Girls Talk Boys". Piosenka znalazła się na oficjalnej ścieżce dźwiękowej do filmu Ghostbusters. Po trzyletniej przerwie, 22 czerwca 2018 roku zespół wydał trzeci studyjny album Youngblood. Dwa lata później - czwarty, o tytule "CALM", który miał premierę 27 marca 2020 roku.

## Życiorys

### 2011–2012: pochodzenie i debiut

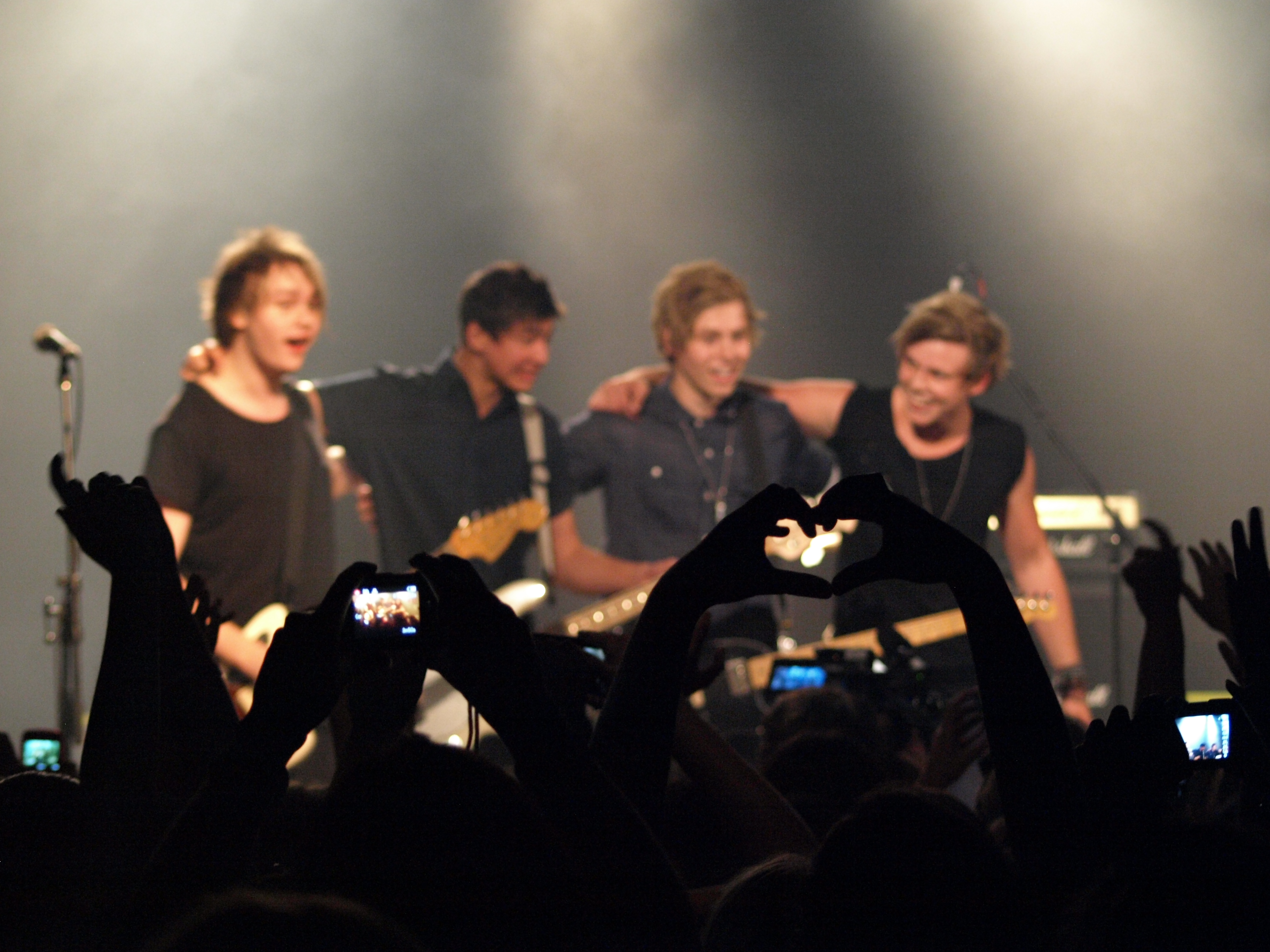
5 Seconds of Summer na koncercie z okazji premiery minialbumu w The Metro Theatre w 2012 roku

5 Seconds of Summer rozpoczęli swoją karierę w grudniu 2010 roku, kiedy Luke Hemmings, Michael Clifford i Calum Hood, którzy uczęszczali do Norwest Christian College, zaczęli publikować covery popularnych piosenek w serwisie YouTube. Pierwszym video Hemmingsa był cover piosenki Mike'a Posnera „Please don't go”, który opublikował 3 lutego 2011 roku. Ich cover piosenki Chrisa Browna „Next to You” osiągnął ponad 600 000 odtworzeń. W grudniu 2011 roku do zespołu dołączył perkusista – Ashton Irwin.
Zespół przyciągał wielu przedstawicieli dużych wytwórni muzycznych i w końcu podpisał umowę z Sony ATV Music Publishing. Pomimo braku promocji ich pierwsza EP zatytułowana „Unplugged” osiągnęła 3. miejsce na australijskim iTunes i znalazła się w Top 20 w Nowej Zelandii i Szwecji. Ich międzynarodowa sława znacznie wzrosła, kiedy członek One Direction, Louis Tomlinson, opublikował na portalu społecznościowym link do wideoklipu ich piosenki „Gotta Get Out”, pisząc, że jest ich fanem. 5 Seconds of Summer zainteresował się również inny członek One Direction, Niall Horan, który opublikował 19 października 2012 roku na Twitterze link do ich pierwszego singla „Out of My Limit”.

### 2013–2016:5 Seconds of Summer,LIVESOSiSounds Good Feels Good
14 lutego 2013 roku 5SOS potwierdziło, że będzie występować jako support One Direction na ich światowej trasie koncertowej Take Me Home. Trasa ruszyła 23 lutego na arenie O2 w Londynie i zespół dołączył do One Direction na koncertach w UK, USA, Australii i Nowej Zelandii, włączając siedem koncertów w Allphones Arena w rodzinnym Sydney. Podczas przerwy Take Me Home Tour zespół zagrał w Australii cykl koncertów, na które bilety wyprzedały się w ciągu kilku minut. W tym czasie zespół stawał się coraz bardziej popularny i rozpoznawalny na świecie. 21 listopada 2013 członkowie zespołu powiadomili, że podpisali kontrakt z wytwórnią Capitol Records.
5 lutego 2014 roku 5 Seconds of Summer udostępnili ich pierwszy singiel „She Looks so Perfect” do przedpremierowego pobrania na iTunes. Przyjaźń między 5SOS i One Direction spowodowała podpisanie kontraktu z Modest Mangament. To spowodowało mylne określenie 5 Seconds Of Summer boysbandem, lecz członkowie zaprzeczali temu i mówili, że są po prostu zespołem. W przeciwieństwie do większości boysbandów pisali swoje własne piosenki, grali na instrumentach i nie tańczyli. Niemniej jednak zespół przyciągał grupę fanów tak jak boysbandy. Ashton Irwin porównał fanatyczne fanki, do tych, które mają Fall Out Boy. John Feldmann, frontmen Goldfinger i producent 5 Seconds of Summer, powiedział, że fani 5SOS „fundamentalnie zmienili wygląd fanów pop punku”, przypominają oni fanów zespołów z lat 90. takich jak Green Day i Blink-182.

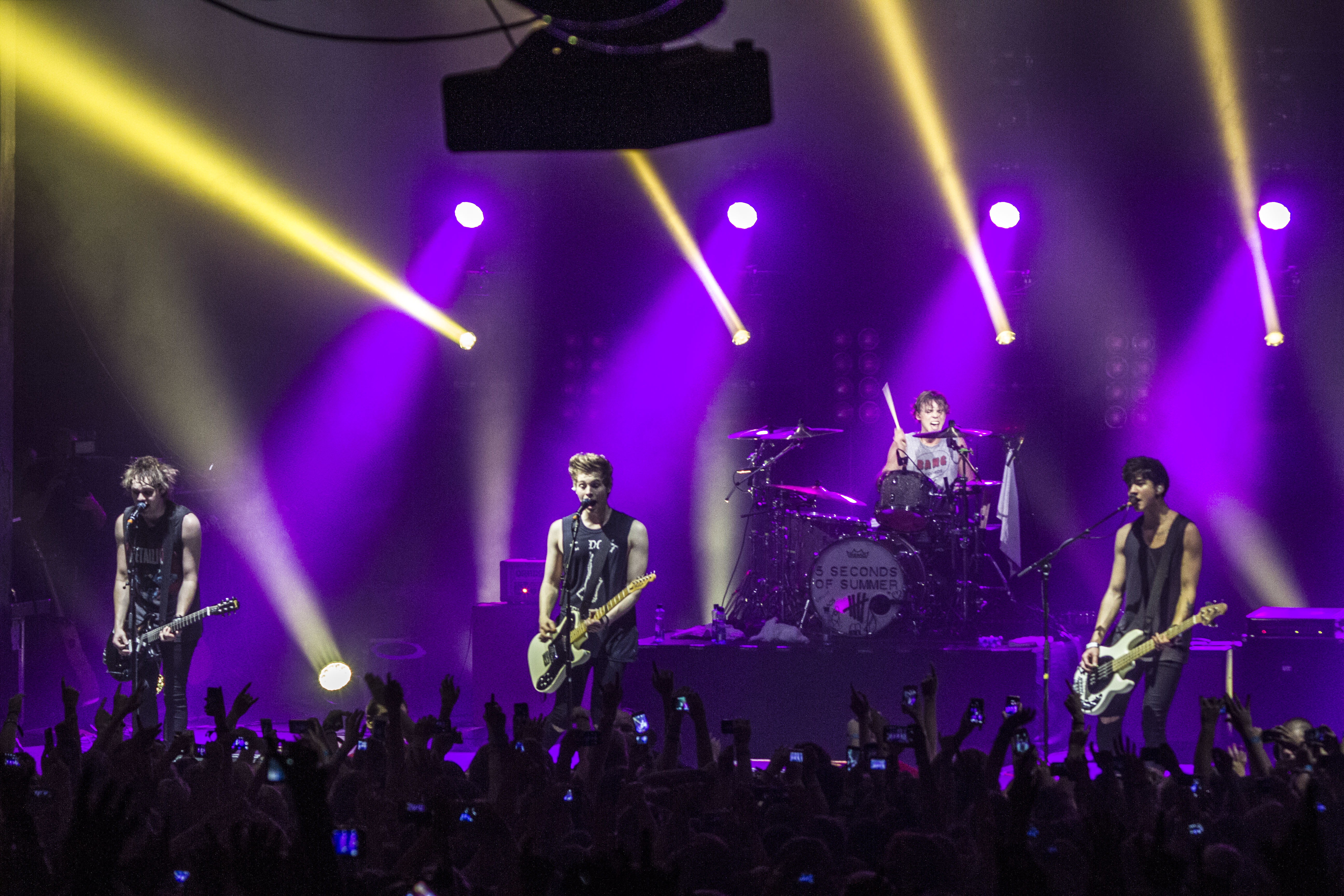
5 Seconds of Summer podczas występu w Enmore Theatre w Sydney w 2014 roku

Pod koniec marca 2014 roku „She Looks so Perfect” została wydana w Wielkiej Brytanii. Pomimo tego, że na pierwszym miejscu top na brytyjskim iTunes znajdowała się tylko jeden dzień, a po tygodniu spadła z pierwszej dziesiątki, 5 Seconds of Summer stali się czwartym australijskim zespołem, który osiągnął pierwsze miejsce w Wielkiej Brytanii i pierwszym, który to zrobił od 14 lat.
5 marca 2014 roku zostało potwierdzone, że zespół ponownie dołączy do trasy One Direction, supportując ich w 2014 roku na trasie „Where We Are” w USA, Kanadzie, UK i Europie. 9 kwietnia 2014 roku EP „She Looks so Perfect” zadebiutowała na 2 miejscu Billboard 200.
9 maja 2014 roku ukazał się drugi singiel „Don't Stop”. Zadebiutował on na 2. miejscu w UK. Billboard napisał, że piosenka jest utrzymana „w duchu «She» Green Day i «All the Small Things» Blink-182”.
13 maja 2014 zespół potwierdził, że ich debiutancki album będzie się nazywał 5 Seconds of Summer i zostanie wydany 27 czerwca 2014 roku w Europie i Australii, a w innych częściach świata później. Album wygrał nagrodę magazynu Kerrang!. Luke Hemmings powiedział, że to zaszczyt wygrać jedną z tych nagród i wszyscy są ogromnymi fanami Kerrang!. Album zadebiutował na pierwszym miejscu Billboard 200 i osiągnął 1. miejsce w 13 krajach oraz znalazł się w top 10 w 26 krajach.
15 lipca 2014 5SOS wydali swój trzeci singiel, „Amnesia”, który był jedyną piosenką nienapisaną przez zespół.
10 października 2014 roku został wydany czwarty singiel „Good Girls”.
22 listopada 2014 roku zespół zawiadomił, że wydadzą swój pierwszy album z piosenkami granymi na żywo, LIVESOS, 15 grudnia 2014 roku.
Pierwsza trasa koncertowa zespołu „Rock Out with Your Socks Out” rozpoczęła się 5 maja 2015 w Lizbonie, a zakończyła się 13 września na Florydzie. Na koncercie w Lizbonie 5SOS zagrali pierwszy singiel z drugiej płyty. Piosenka nosi tytuł „Permanent Vacation”.
23 października 2015 roku ukazała się nowa płyta pod tytułem Sounds Good Feels Good.
19 lutego 2016 roku rozpoczęła się trasa koncertowa „Sounds Live Feels Live”.
15 lipca 2016 roku ukazał się singiel „Girls Talk Boys” dla filmu Ghostbusters.

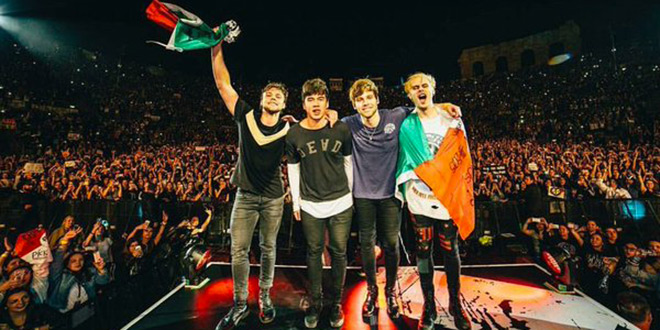
Występ zespołu w ramach trasy Sounds Live Feels Live World Tour w Weronie w 2016 roku

### 2017–2018:Youngblood
13 stycznia 2017 5 Seconds Of Summer gościnnie wzięli udział w nagraniu piosenki „Take What You Want”, która znalazła się na ósmej płycie japońskiego zespołu One Ok Rock – Ambitions.
22 lutego 2018 zespół wydał singiel „Want You Back”, który był zapowiedzią światowej trasy koncertowej 5SOS III. Zespół występował w kameralnych miejscach w Europie, Stanach Zjednoczonych, Singapurze, Australii, Meksyku i Brazylii od marca do czerwca 2018 roku. W ramach promocji nadchodzącego albumu, grupa występowała także na festiwalach muzycznych, w telewizji oraz odbyła kilka sesji akustycznych w stacjach radiowych. 
22 maja miał swoją premierę drugi singel „Youngblood”, który stał się ogólnoświatowym hitem. W Australii dotarł do pierwszego miejsca najpopularniejszych singlii i utrzymywał się na szczycie listy ARIA przez osiem kolejnych tygodni. W Polsce dotarł do drugiego miejsca notowania AirPlay – Top oraz uzyskał status potrójnej platynowej płyty. 
15 czerwca 2018 roku zespół wydał trzeci studyjny album pt. Youngblood. Album zadebiutował na pierwszym miejscu w Australii, stając się trzecim numerem jeden zespołu w swoim kraju. Dzięki łącznej sprzedaży 142 000 egzemplarzy w ciągu pierwszego tygodnia od premiery, krążek uplasował się na pierwszym miejscu notowania Billboard 200, powtarzając tym samym sukces dwóch poprzednich albumów. 5 Seconds of Summer jest pierwszym australijskim artystą, którego trzy albumy osiągnęły szczyt notowań w Stanach Zjednoczonych. Kolejnymi singlami z albumu zostały utwory „Valentine” oraz „Lie to Me”.

### 2019:Calm
7 lutego 2019 roku ukazał się singel „Who Do You Love” będący owocem współpracy z duetem The Chainsmokers. Utwór zdobył sporą popularność na całym świecie, a zespół występował gościnnie podczas ich trasy World War Joy Tour pod koniec 2019 roku. Wraz z premierą utworu „Easier” rozpoczęto promocję nadchodzącego albumu grupy. 21 sierpnia 2019 roku został wydany kolejny singel pt. „Teeth”, który wykorzystano również w trzecim sezonie serialu Netflixa Trzynaście powodów. Wraz z premierą trzeciego singla „No Shame” ogłoszono, że czwarty album zespołu będzie zatytułowany Calm, a jego premiera zaplanowana jest na 27 marca 2020 roku. 
16 lutego 2020 roku 5SOS wystąpił podczas Fire Fight Australia, telewizyjnym koncercie odbywającym się na Stadium Australia. Całkowity dochód z koncertu został przekazany organizacjom, które walczą z trwającymi pożarami buszu.
Utwór „Old Me” został wydany najpierw jako singel promocyjny, a następnie jako oficjalny singel w dniu 6 marca. Promocję albumu zakończono wraz z premierą utworu „Wildflower”. 

## Hi or Hey Records
27 stycznia 2014 roku zespół powiedział, że założył własną wytwórnię Hi or Hey Records. Na oficjalnej stronie Hi or Hey Records zespół wyjaśnił, że będą oni wydawać swoje projekty z pomocą Capitol Records. 24 marca 2015 roku do ich wytwórni dołączył zespół Hey Violet.

## Styl muzyczny i wpływy
Styl muzyczny 5 Seconds of Summer jest określany jako pop punk, pop rock. Jako swoje inspiracje wymieniają m.in. McFly, Blink-182, All Time Low, Mayday Parade, Green Day, Boys Like Girls and Busted.

## Członkowie
Luke Robert Hemmings (ur. 16 lipca 1996 w Sydney) – w 2011 roku umieszczał covery na swoim kanale w serwisie YouTube. Uczęszczał do Norwest Christian College, lecz nie zdał egzaminów końcowych. Ze względu na zespół miał indywidualny tok nauczania. Jest najmłodszym członkiem zespołu. Ma dwóch starszych braci – Bena i Jacka.
Michael Gordon Clifford (ur. 20 listopada 1995 w Sydney) – uczęszczał do Norwest Christian College. To on zaproponował założenie zespołu i wymyślił nazwę. Jest znany z zamiłowania do farbowania włosów. Jest jedynakiem.
Calum Thomas Hood (ur. 25 stycznia 1996 w Sydney) – uczęszczał do Norwest Christian College. Ma starszą siostrę Mali-Koa, wraz z którą brał udział w The Voice. Posiada tatuaż z jej imieniem na przedramieniu. Jest Nowozelandczykiem i Szkotem.
Ashton Fletcher Irwin (ur. 7 lipca 1994 w Hornsby) – uczęszczał do Richmond High School. Do zespołu dołączył 3 grudnia 2011 r. Jest w połowie Amerykaninem, jego rodzice są rozwiedzeni, ma młodszego brata Harry'ego i siostrę Lauren. W 2011 r. był na przesłuchaniu do X–Factor. Jest najstarszym członkiem zespołu.

## Dyskografia
Albumy studyjne
- 5 Seconds of Summer (2014)
- Sounds Good Feels Good (2015)
- Youngblood (2018)
- Calm (2020)
- 5SOS5 (2022)

## Nagrody i wyróżnienia
| Rok  | Nagroda                                    | Kategoria                                                          | Rezultat  |
| ---- | ------------------------------------------ | ------------------------------------------------------------------ | --------- |
| 2013 | MTV Awards                                 | Buzzworthy's Favorite Breakthrough Band                            | Wygrana   |
| 2013 | Channel V                                  | Oz Artist Award                                                    | Wygrana   |
| 2014 | 4Music Video Honours                       | Best Breakthrough                                                  | Wygrana   |
| 2014 | American Music Awards                      | New Artist of the Year                                             | Wygrana   |
| 2014 | ARIA Music Awards                          | Best Group                                                         | Nominacja |
| 2014 | ARIA Music Awards                          | Best Pop Release                                                   | Nominacja |
| 2014 | ARIA Music Awards                          | Breakthrough Artist                                                | Nominacja |
| 2014 | ARIA Music Awards                          | Song of the Year for "She Looks So Perfect"                        | Wygrana   |
| 2014 | Billboard Mid-Year Music Awards            | Breakout Star                                                      | Wygrana   |
| 2014 | Capital Love Awards[50]                    | Best Group                                                         | Nominacja |
| 2014 | Capital Love Awards[50]                    | Capital's 2014 Breaker                                             | Wygrana   |
| 2014 | Capital Love Awards[50]                    | Best Single for "She Looks So Perfect"                             | Wygrana   |
| 2014 | Capricho Awards                            | Revelação Internacional (International Revelation)                 | Wygrana   |
| 2014 | Channel V                                  | Oz Artist Award                                                    | Wygrana   |
| 2014 | Kerrang! Awards                            | Best International Newcomer presented by Troxy                     | Wygrana   |
| 2014 | MTV Europe Music Awards                    | Artist on the Rise                                                 | Wygrana   |
| 2014 | MTV Europe Music Awards                    | Best Australia & New Zealand Act                                   | Wygrana   |
| 2014 | MTV Europe Music Awards                    | Best Australian Act                                                | Wygrana   |
| 2014 | MTV Europe Music Awards                    | Best New Artist                                                    | Wygrana   |
| 2014 | MTV Europe Music Awards                    | Best Pop Artist                                                    | Nominacja |
| 2014 | MTV Europe Music Awards                    | Best Push Act                                                      | Wygrana   |
| 2014 | MTV Europe Music Awards                    | Biggest Fans                                                       | Nominacja |
| 2014 | MTV Europe Music Awards                    | Best Worldwide Act                                                 | Nominacja |
| 2014 | MTV Video Music Award                      | Artist to Watch for "She Looks So Perfect"                         | Nominacja |
| 2014 | MTV Video Music Award                      | Best Lyric Video for "Don't Stop"                                  | Wygrana   |
| 2014 | MuchMusic Video Awards                     | International Video of the Year – Group for "She Looks So Perfect" | Nominacja |
| 2014 | Neox Fan Awards                            | Best New Act of the Year                                           | Nominacja |
| 2014 | Nickelodeon Australian Kids' Choice Awards | Aussies' Fave Hot New Talent                                       | Wygrana   |
| 2014 | Rockbjörnen                                | Årets utländska låt (Best Foreign Song)                            | Nominacja |
| 2014 | Rock Sound Readers' Poll                   | Best International Newcomer                                        | Wygrana   |
| 2014 | Rollers Music Awards                       | Best Ballad of the Year for "Amnesia"                              | Nominacja |
| 2014 | Rollers Music Awards                       | Best Teen Group                                                    | Nominacja |
| 2014 | Rollers Music Awards                       | Best New Group                                                     | Wygrana   |
| 2014 | Shorty Awards                              | Shorty Award For Band                                              | Nominacja |
| 2014 | Teen Choice Awards                         | Choice Music: Break-Up Song for "Amnesia"                          | Nominacja |
| 2014 | Teen Choice Awards                         | Choice Music: Group                                                | Nominacja |
| 2014 | Teen Choice Awards                         | Choice Music: Song – Group for "She Looks So Perfect"              | Nominacja |
| 2014 | Teen Choice Awards                         | Choice Music: Breakout Group                                       | Wygrana   |
| 2014 | Teen Choice Awards                         | Choice Summer: Music Group                                         | Wygrana   |
| 2014 | Teen Choice Awards                         | Choice Music: Song – Group for "She Looks So Perfect"              | Nominacja |
| 2014 | Teen Icon Awards                           | Icon of the Year                                                   | Nominacja |
| 2014 | Teen Icon Awards                           | Iconic Band                                                        | Nominacja |
| 2014 | Teen Icon Awards                           | TA-DAH                                                             | Nominacja |
| 2014 | Teen Icon Awards                           | Iconic Book for "Hey, Let's Make a Band!"                          | Nominacja |
| 2014 | Teen Icon Awards                           | Iconic Transformation - Michael Clifford                           | Nominacja |
| 2014 | Teen Icon Awards                           | Iconic Music Video for "Don't Stop"                                | Wygrana   |
| 2014 | Telehit Awards                             | Most Popular Video for "Don't Stop"                                | Wygrana   |
| 2014 | Telehit Awards                             | Boyband of the Year                                                | Nominacja |
| 2014 | TRL Awards                                 | Best Artist from the World                                         | Nominacja |
| 2014 | TRL Awards                                 | Best New Artist                                                    | Nominacja |
| 2014 | TRL Awards                                 | Best Fans for 5SOS fam                                             | Nominacja |
| 2014 | V.e.v.o. Certification                     | V.e.v.o. Certified for “She Looks So Perfect”                      | Wygrana   |
| 2014 | We Love Pop Awards                         | Best Band                                                          | Nominacja |
| 2014 | We Love Pop Awards                         | Best Newcomer                                                      | Nominacja |
| 2014 | We Love Pop Awards                         | Best Fandom for 5SOS fam                                           | Nominacja |
| 2014 | We Love Pop Awards                         | Best Summer Anthem for "She Looks So Perfect"                      | Nominacja |
| 2014 | We Love Pop Awards                         | Fittest Boy on the Planet - Ashton Irwin                           | Nominacja |
| 2014 | We Love Pop Awards                         | Fittest Boy on the Planet - Calum Hood                             | Nominacja |
| 2014 | We Love Pop Awards                         | Fittest Boy on the Planet - Luke Hemmings                          | Nominacja |
| 2014 | We Love Pop Awards                         | Fittest Boy on the Planet - Michael Clifford                       | Nominacja |
| 2014 | We Love Pop Awards                         | Nicest Pop Star - Ashton Irwin                                     | Nominacja |
| 2014 | World Music Awards                         | World's Best Group                                                 | Nominacja |
| 2014 | World Music Awards                         | World's Best Live Act                                              | Nominacja |
| 2014 | World Music Awards                         | World's Best Song for "She Looks So Perfect"                       | Nominacja |
| 2014 | World Music Awards                         | World's Best Song for "Wherever You Are"                           | Nominacja |
| 2014 | World Music Awards                         | World's Best Song for "She Looks So Perfect"                       | Nominacja |
| 2014 | World Music Awards                         | World's Best Video for "Wherever You Are"                          | Nominacja |
| 2014 | Young Hollywood Awards                     | Breakout Music Artist                                              | Nominacja |

## Trasy koncertowe
- Mini Australian Tour (2012)
- Twenty Twelve Tour (2012)
- First New Zealand Show (2012)
- Hot Chelle Rae – Whatever World Tour (2012; jako support)
- One Direction – Take Me Home Tour (2013; jako support)
- Pants Down Tour (2013)
- UK Tour (2014)
- One Direction – Where We Are Tour (2014; jako support)
- 5 Countries 5 Days European Tour (2014)
- Stars, Stripes and Maple Syrup Tour (2014)
- There's No Place Like Home Tour (2014)
- Rock Out with Your Socks Out Tour (2014-2015); 69 koncertów
- Sounds Live Feels Live World Tour (2016); 101 koncertów
- Meet You There Tour (2018); 53 koncerty
- 5SOS III Tour promocyjny (2018); 26 koncertów
- Take My Hand Tour (2022); 66 koncertów
- The 5 Seconds of Summer Show (2023).